# الهیات سیاسی مسیحی در خاورمیانه
الهیات سیاسی مسیحی در خاورمیانه پاسخی مذهبی از سوی رهبران و دانشمندان مسیحی به مسائل سیاسی است. متکلمان سیاسی سعی می‌کنند خواسته‌های یک منطقه پرآشوب و تاریخ ظریف اما طولانی مسیحیت در خاورمیانه را تعادل بخشند. این امر تنوعی از الهیات سیاسی متناسب با وسعت کم اقلیت‌های مسیحی خاورمیانه را به همراه داشته‌است. همچنین اهمیت منطقه برای مسیحیان در سراسر جهان - هم برای تاریخ و هم اقتدار اعتقادی برای بسیاری از فرقه‌ها - الهیات سیاسی خاورمیانه را نیز شکل می‌دهد.

## پیشینه
از نظر بسیاری از رهبران مسیحی، رویکرد غالب در الهیات سیاسی رویکرد بقا است. بسیاری از مسیحیان عرب خود را وارث میراث غنی مسیحی می‌دانند که وجود آن‌ها به‌واسطهٔ ناآرامی‌های منطقه‌ای و آزار و اذیت‌های مذهبی تهدید می‌شود. هدف اساسی در سیاست آن‌ها بقا است، که همین امر الهیات سیاسی آن‌ها را از هم متمایز می‌سازد.
در بعضی مواقع، رهبران مسیحی عرب از طریق چالش‌های فرقه‌ای و دعوت گسترده‌تر به وحدت مسیحیان برای کمک‌های بشردوستانه یا سیاسی، به مسیحیان خارج از منطقه متوسل شده‌اند. در موارد دیگر، سیاستمداران مسیحی ایمان خود را در حوزهٔ عمومی کم‌اهمیت جلوه‌می‌دهند تا از درگیری با همسایگان مسلمان خود جلوگیری کنند.
در اواسط قرن بیستم، بسیاری از مسیحیان خاورمیانه، اتخاذ نوعی سیاست سکولار را به‌عنوان راهی برای خروج از موقعیت سنتی خود به‌عنوان یک جامعه اقلیت در جهان اسلام دانستند. مسیحیان در اواسط قرن بیستم در سراسر جنبش ملی‌گرایی عربیو پان‌عربیسم نقش برجسته‌ای بازی کردند، جایی که تجربه آن‌ها از سیاست غرب و به‌طور کلی تحصیلات عالی، کمک‌های آن‌ها را برای دولت‌های ملی‌گرا در سراسر منطقه ارزشمند ممکن کرد. یکی از نمونه‌های برجسته میشل عفلق، مسیحی کلیسای ارتدوکس شرقی بود که نخستین هستهٔ جنبش بعث را از دانشجویان دمشق در دهه ۱۹۴۰ تشکیل‌داد. اعتقاد وی این بود که مسیحیان باید از اسلام به عنوان بخشی از هویت فرهنگی خود استقبال کنند زیرا برای مسیحیان ناسیونالیسم بهترین راه موفقیت در خاورمیانه است.

## رویکردهای الهیات سیاسی
با تغییر جهت از جنبش‌های ناسیونالیستی پان عربی به سیاست اسلام‌گرا، مسیحیان هم رویکرد خود را تغییر دادند. آنها همچنین نفوذ خود را از دست داد، زیرا تعداد آنها به دلیل زاد و ولد، مهاجرت و گاهی آزار و اذیت آشکار کاهش یافته‌است. برخی از مسیحیان به عنوان نشانهٔ تعهد خود به وطن، به حضور تاریخی مسیحیان در این منطقه تأکید دارند. این امر اقلیت مسیحی را به هویت ملی گره می‌زند. این مسیحیان معمولاً برای توجیه اهمیت باقی‌ماندن در خاورمیانه به وجود زیارتگاه‌ها و اماکن متبرکه در این نزدیکی اشاره می‌کنند. آن‌ها بر سرزمین مادری خود به عنوان زادگاه مسیحیت تأکید دارند، حتی برخی از وظایف مذهبی مانند تبشیر درحال ازبین‌رفتن است، زیرا تغییر دین از اسلام در بیشتر کشورهای خاورمیانه غیرقانونی است.
سایر مسیحیانی که در کشورهایی زندگی می‌کنند که دولت‌های آن کشورها کمتر به آن‌ها نگاه مثبتی دارند، بر روابط خود به عنوان مسیحی با قدرت سیاسی در اروپا و ایالات متحده تأکید می‌کنند. آن‌ها گاهی با همین امیدها از طریق رهبران مذهبی متبوع در کشورهای غربی کمک می‌گیرند به این امید که دولت‌های خارجی از خارج به اهدافشان پشتیبانی کنند.

### فلسطین
مسیحیان فلسطینی دو درصد از جمعیت اسرائیل و کرانه باختری و غزه را تشکیل می‌دهند. مسیحیان به‌طور کلی در امور سیاسی بر هویت فلسطینی خود بیش از هویت مذهبی تأکید دارند. موفقیت‌های معمولاً بالای تحصیلاتی، آن‌ها را به رهبران اصلی ناسیونالیسم فلسطینی تبدیل کرده‌است، این ناسیونالیسم همان جایی است که آنها بر روابط تاریخی خود با سرزمین مقدس و پیوندهای مذهبی با مسلمانان و یهودیان تأکید داشتند، اما ظهور گروه‌های اسلام‌گرا و جمعیت رو به کاهش آن‌ها، رویکرد مسیحی را به نوعی نفوذ به جای اعمال قدرت مستقیم تغییر داده‌است.

#### الهیات آزادی فلسطین
الهیات آزادی فلسطین در نخستین انتفاضه فلسطین در دهه ۱۹۸۰ توسعه یافت. این تلاشی بود برای هماهنگ ساختن وظایف مسیحیان در عشق و بخشش، همان‌طور که کتاب مقدس در صهیونیسم مسیحی و یهودی نقش دارد، با مبارزات درگیری اسرائیل و فلسطین. این الهیات مانند الهیات آزادی‌بخش در آمریکای لاتین، بر اصالت بر فلسطینیان تأکید دارد و در عین حال بر نیاز به عشق مسیحی اصرار می‌ورزد.

#### چهره‌های کلیدی
- نعیم عتیق، کشیش آنگلیکنی که خانواده‌اش پس از اخراج از الجلیل در قدس ساکن شدند الهیات آزادی فلسطین را بنیان نهاد و در سال ۱۹۸۹ کتابی با عنوان عدالت و فقط عدالت: یک الهیات فلسطینی برای آزادی منتشر کرد.
- الیاس شقور، اسقف اعظم پیشین کلیسای کاتولیک یونان، برای ایجاد یک الهیات آزادی‌بخش که بر عشق و حمایت از یهودیان و فلسطینیان تأکید دارد، تلاش کرده‌است. وی از فعالیت‌های آموزشی و اعتراض سیاسی بدون خشونت برای خواستار برابری فلسطینی‌ها در اسرائیل را طرح نمود.
- متری راهب، کشیش لوتانی تبشیری در بیت‌اللحم می‌نویسد که مردم سرزمین مقدس از زمان عیسی مسیح تحت قدرت اشغالگر زندگی می‌کردند. در نوشته‌های وی از کتاب مقدس برای ایجاد محلی برای فلسطینیان در روایت مسیحی استفاده شده‌است.

### اردن
مسیحیان در اردن یا از فرزندان قبایل بدوی بادیه نشین هستند یا پناهندگان فلسطینی هستند. آن‌ها حضور تاریخی خود در این منطقه را که قبل از اسلام است، به عنوان راهی برای اثبات وفاداری خود به سلطنت اردن نشان می‌دهند. سیاستمداران مسیحی در فصل مبارزات انتخاباتی ۲۰۱۶ یک اتحاد سیاسی شگفت‌آور با اخوان المسلمین تشکیل دادند. مسیحیان این امر را با اشاره به ضرورت حفظ حضور تاریخی خود به دلایل خانوادگی و مذهبی، با توجه به هم‌جواری با بسیاری از اماکن مقدس توجیه می‌کنند.

## اسناد کلیدی
رهبران مسیحی در خاورمیانه، گاهی با صدور فراخوان مستقیم برای عمل به خواسته‌های مطرح شده توسط الهیات سیاسی خود، حمایت مسیحیان کشورهای دیگر را هم جلب می‌کند.

### سند کایروس فلسطین
سند کایروس فراخوانی از سوی رهبران مسیحی فلسطین برای همزیستی مسالمت‌آمیز در سرزمین مقدس است که با مذاکره مجدد حقوق بیت‌المقدس برای «دو ملت» و «سه دین» آغاز می‌شود. الهیات این سند با اصرار بر عشق خدا به همه مردم و عشق مسیحی به دیگران آغاز می‌شود، عشقی که گاهی اوقات نیاز به یک عمل قوی دارد. در سند کایروس علیه متکلمانی که از کتاب مقدس برای توجیه یک دولت مذهبی در سرزمین مقدس استفاده می‌کنند، جایی که مسیحیان و مسلمانان فلسطینی «حق طبیعی» برای زندگی دارند، بحث می‌شود. نویسندگان امید خود را برای صلح در پیشگاه خدا بیش از اقدام سیاسی می‌دانند و می‌گویند «مقاومت با عشق» برای مسیحیان «یک حق و وظیفه» است. در این سند به گفته‌های رسول پولس اشاره شده‌است که در برابر شرارت شیطانی مقاومت نمی‌کند، اما در محکومیت تروریسم کوتاه می‌آید و در عوض خواستار از بین بردن «ریشه‌های تروریسم» است.

### نیل تا فرات
مجمع آکادمیک مسیحی برای شهروندی در جهان عرب اولین «الهیات عمومی» منطقه را در سال ۲۰۱۴ با عنوان «نیل تا فرات: ندای ایمان و شهروندی» منتشر کرد. نویسندگان این سند، محققانی از مصر، سوریه، لبنان، اردن، فلسطین و عراق هستند و نقش دین در کمک به مشکلات آموزشی، اجتماعی و ساختارهای سیاسی منطقه را بصورت انتقادی تحلیل می‌کند. در این سند چندین بار بر احتمال آسیب دیدن دین در زیست سیاسی تأکید شده و بارها بر ضرورت همکاری مسیحیان و مسلمانان با استفاده از اصول برابری و آزادی تأکید شده‌است.